# Stepan Makarov
Die Stepan Makarov (russisch Степан Макаров) war ein russischer Hochseeeisbrecher, der nach dem Ersten Weltkrieg unter sowjetischer Flagge diente und 1941 im Schwarzen Meer mit seiner gesamten Besatzung verloren ging. Er fuhr anfangs unter dem Namen Knyaz Pozharskiy (russisch Князь Пожа́рский) und 1920/1921 als Leitenant Shmidt (russisch Лейтенант Шмидт).

## Bau und technische Daten
Das Schiff wurde im Auftrag der kaiserlich-russischen Marine auf der Neptune-Werft von Swan, Hunter & Wigham Richardson in Walker (Newcastle upon Tyne) gebaut, und zwar mit mehrheitlich russischen Werftarbeitern. Es lief dort mit der Baunummer 1021 am 28. September 1916 vom Stapel und wurde im Dezember 1916 ausgeliefert. Es war 75,6 m (Lüa) bzw. 74,6 m (LzdL) lang und 17,4 m breit und hatte einen Tiefgang von 6,4 m leer bzw. 8,4 m voll ausgerüstet. Es war mit 2432 BRT und 891 NRT vermessen und verdrängte 3150 t (Standard). Zwei von sechs Dampfkesseln gespeiste alternierende Dreifach-Expansions-Dampfmaschinen von Swan Hunter leisteten insgesamt 4400 PS und ermöglichten über zwei Schrauben eine Höchstgeschwindigkeit von 14,5 kn. Eine dritte, etwas kleinere Dreifach-Expansions-Dampfmaschine von 2000 PS trieb die unter dem Bug befindliche Bugschraube, wie sie sich beim Eisbrechen in der Ostsee bewährt hatte. 686 Tonnen Kohle konnten gebunkert werden, was einen Aktionsradius von 4500 Seemeilen bei 10 kn Marschgeschwindigkeit ermöglichte.

## Russische Marine
Die Knyaz Pozharskiy wurde der Polarmeerflottille mit Heimathafen Archangelsk zugewiesen, wo sie Ende Dezember 1916 eintraf. Ihr auf der gleichen Werft gebautes Schwesterschiff Kosma Minin (russisch Козьма Минин) war einen Monat zuvor dort eingetroffen. Das Schiff litt unter erheblichen Baumängeln, insbesondere unter schlechter Vernietung des Schiffsrumpfs; dies verursachte permanentes Lecken und machte wiederholte Werftaufenthalte nötig.
Am 15. April 1917 wurde es von der kaiserlich-russischen Marine requiriert, mit einer 4,5-cm-Kanone und zwei Maschinengewehren bewaffnet und der Weißmeer-Flottille zugewiesen. Während des Russischen Bürgerkriegs wurde das Schiff im August 1918 im Zuge der Besetzung von Archangelsk durch Truppen der Entente unter britische Kontrolle gestellt, unter dem Vorwand, dass es nicht in die Hand der Bolschewiki fallen sollte. Erst als die letzten ausländischen Interventionstruppen Nordrussland im Juli 1919 verließen, wurde es den Truppen der Weißen Armee in Murmansk übergeben. Dort lag es dann aufgrund von Kohlemangel mehrere Monate untätig fest.

## Sowjetische Marine
Im Frühjahr 1920 – die Weißen hatten im Februar ihren Widerstand gegen die Bolschewiki aufgegeben und ihr Oberbefehlshaber in der Nordregion, Generalleutnant Miller, war auf der Kosma Minin geflohen – verlegte die Knyaz Pozharskiy nach Archangelsk. Dort wurde sie erneut bewaffnet und am 15. April als Hilfskreuzer in die neue Sowjetische Marine eingegliedert. Am 7. Mai wurde sie umbenannt in Leitenant Shmidt. Nach dem Ende des Bürgerkriegs wurde das Schiff im Juni 1921 abgerüstet und ab 15. Juni von der zivilen Schifffahrtsverwaltung im Nordmeer wieder als Eisbrecher eingesetzt. Am 12. Juli 1921 erhielt es den neuen Namen Stepan Makarov.
1924 beschloss die Zentralverwaltung Seetransport, den Vorkriegsplan der Stationierung von zwei Hochseeeisbrechern im Schwarzen Meer und Asowschen Meer zu verwirklichen, um die Häfen von Odessa, Cherson, Nikolajew und Mariupol auch im Winter offen zu halten. Dazu wurden die Stepan Makarov und die Fjodor Litke (russisch Фёдор Литке) bestimmt. Am 24. April 1924 verließ die Stepan Makarov das Nordmeer und verlegte in die Ostsee nach Leningrad. Nach einer dort auf der Werft des Baltischen Werks vorgenommenen Grundüberholung fuhr sie im November/Dezember 1924 nach Odessa und begann ihren Dienst im Schwarzen Meer, ab 1926 dann in Mariupol für die Asowsche Staatliche Schifffahrts-Gesellschaft (Азовского ГМП).
Nach dem Beginn des deutschen Angriffs auf die Sowjetunion am 22. Juni 1941 wurde das Schiff als Hilfskreuzer mit fünf 13-cm-Kanonen und zwei 12,7-mm-DSchK-Maschinengewehren bewaffnet und als Schlepper und Transporter benutzt. So schleppte es am 13. August 1941 bei der Evakuierung von Nikolajew den unfertigen Kreuzer Kuibyschew der Tschapajew-Klasse über den Dnepr-Bug-Liman und über Otschakow nach Poti. Als die deutsche 11. Armee Anfang November die Belagerung von Sewastopol begann, verlegten die meisten Schiffe der sowjetischen Schwarzmeerflotte in Häfen an der kaukasischen Küste, die Stepan Makarov nach Tuapse.
Von dort lief sie am 17. November 1941 mit Nachschub für die sowjetischen Verteidiger von Sewastopol aus, kam jedoch dort nicht mehr an. Die Suche nach dem vermissten Schiff war ergebnislos, und sein Verschwinden gab später Anlass zu verschiedenen und teils verwegenen Spekulationen, die alle widerlegt werden konnten. Tatsächlich lief es am 18. November 1941 in dichtem Nebel beim Kap Fiolent südlich von Sewastopol auf eine Mine und sank. Seine gesamte Besatzung kam dabei ums Leben. Ein unter dem für diese Fahrt dem Schiff gegebenen Codenamen Kertsch über Funk abgesetzter SOS-Ruf der Stepan Makarov wurde in Sewastopol als Trick der Deutschen aufgefasst, da man dort nicht von dem Codenamen in Kenntnis gesetzt worden war.